# Федосеева, Галина Александровна
Галина Александровна Федосеева (род. 14 мая 1980) — российская дзюдоистка, призёр чемпионатов России, мастер спорта России.

## Биография
Родилась 14 мая 1980 года в Алтайский крае, в городе Барнаул. Окончила БГПУ по специальности «учитель физкультуры» и «валеолог». Муж — дзюдоист Пыхтин Артём (1979 г. р.). Дети: дочка Кристина (2004 г. р.) и сын Александр (2013 г. р.).
В детстве любила лазить по деревьям и заборам со старшим братом. В школе любимым предметом была физкультура. В 7 лет родители записали Галину на фигурное катание, которым она занималась 2 года. В 14 лет стала заниматься дзюдо. Через 2 месяца выполнила норматив кандидата в мастера спорта, а в 16 лет выполнила норматив мастера спорта. Галина — первый мастер спорта в Алтайском крае среди девушек.

## Спортивные результаты
- Первенство России по дзюдо среди юниоров 1998 года — ;
- Чемпионат России по дзюдо 1999 года — ;
- Чемпионат России по дзюдо 2000 года — ;
- Первенство России по дзюдо среди молодёжи 2001 года — ;
- Первенство России по дзюдо среди молодёжи 2002 года — ;
- Чемпионат России по дзюдо 2003 года — ;
- Чемпионат России по дзюдо 2008 года — .